# Rumi Verjee
 (octobre 2021).
Rumi Verjee, baron Verjee (né le 26 juin 1957) est un homme d'affaires britannique, philanthrope et membre libéral-démocrate de la Chambre des lords.

## Jeunesse
Rumi Verjee est né en Ouganda et passe sa petite enfance au Kenya avant de venir en Grande-Bretagne. De nombreux biens de la famille Verjee sont saisis sous le régime d'Idi Amin Dada en 1972. Il fréquente le Haileybury College à Hertford et le Downing College à Cambridge où il obtient un BA en droit, avant d'être admis au barreau de Middle Temple.

## Entreprise
Agé de 27 ans, Verjee approche Tom Monaghan lors d'une conférence aux États-Unis et le persuade de vendre les droits de franchise de Domino's Pizza au Royaume-Uni. Verjee lance la chaîne en Grande-Bretagne et elle emploie maintenant plus de 20 000 personnes au Royaume-Uni,. Verjee vend sa participation dans la société en 1989 et supervise ensuite le développement du site de l'hôpital de Brompton. De 1993 à 1997, Verjee, aux côtés du chanteur Elton John, est copropriétaire du Watford FC. En 1995, il rachète Thomas Goode, qui détient deux mandats royaux et a plus de 160 ans d'expérience dans les verreries emblématiques,.

## Philanthropie
Verjee créé une organisation caritative britannique, la Fondation Rumi, en 2006. La Fondation soutient le travail humanitaire par l'éducation, l'innovation et le renforcement des connaissances. Son travail est principalement concentré au Royaume-Uni, mais soutient également des projets en Inde, en Afrique de l'Est et en Amérique du Sud.
En 2009, Verjee reçoit un CBE pour son travail caritatif. En outre, l'Association olympique britannique nomme Verjee à son conseil consultatif avant les Jeux olympiques et paralympiques de Londres.
En 2015, il devient conseiller de MassChallenge, le plus grand programme d'accélérateur de startups au monde.

## Politique
Libéral-démocrate actif pendant plusieurs années, Verjee est nommé à la Chambre des Lords en août 2013. Son activité politique porte sur le programme de leadership du parti pour améliorer la représentation des groupes sous-représentés,.
Le 17 septembre 2013, il est créé pair à vie en prenant le titre de baron Verjee, de Portobello dans le Royal Borough de Kensington et Chelsea.